# 마샤 룬
마샤 룬(덴마크어: Masha Lund, 1981년 3월 24일 ~ )은 덴마크의 모델이다. 덴마크인 아버지와 러시아인 어머니 사이에서 태어났으며 덴마크어, 러시아어, 영어를 구사한다.